# Vorderer Roxheimer Altrhein-Krumbeeräcker
Koordinaten: 49° 35′ 2″ N, 8° 22′ 37″ O
Das Naturschutzgebiet Vorderer Roxheimer Altrhein-Krumbeeräcker liegt im Rhein-Pfalz-Kreis in Rheinland-Pfalz. Das 25,3 ha große Gebiet, das im Jahr 1988 unter Naturschutz gestellt wurde, erstreckt sich nordöstlich der Gemeinde Bobenheim-Roxheim entlang des südöstlich gelegenen Silbersees. Westlich verläuft die Landesstraße L 523. Schutzzweck ist die Erhaltung eines Altrheinabschnitts mit Flachwasserbereichen, Uferzonen mit ausgedehnten Röhrichtbeständen sowie Feuchtwiesen mit seltenen Pflanzen- und Tierarten.